# Каранфили
Каранфили (лат. Caryophyllaceae) су породица биљака која обухвата 86 родова са око 2.200 врста. Породица је космополитски распрострањена и присутна од тропских и пустињских до високопланинских и антарктичких станишта.

## Опис
Биљке из породице каранфила су једногодишње или вишегодишње, зељасте и полудрвенасте, понеке имају форму лијана или јастучића. Кора стабла је обично перициклична, а нодуси стабла су надувени. Листови су прости, цели по ободу, уски, делимично са залисцима, а код већине представника декусирано распоређени. Стоме су често дијацитичне.
Актиноморфни цветови су груписани у различите типове цимозне цвасти, међу којима је дихазијум најраспрострањенији. Ретко се цветови налазе појединачно. Код највећег броја представника цветови су хермафродитни, али има и оних са једнополним цветовима (нпр. неке врсте рода Silene). Полен је хексапоратан, нектарије се налазе на цветној ложи. Присутан је систем спорофитне самоинкомпатибилности за спречавање самооплођења.
Плод код представника ове породице је већином чаура, код неких су заступљене орашица и бобица. Семе поседује перисперм. Број хромозома n = 7–15, 17.

## Филогенија и систематика породице
Породица Caryophyllaceae спада у истоимени ред (Caryophyllales), у коме су јој најсродније породице Achatocarpaceae и Amaranthaceae(штиреви). Најстарији фосил који говори о старости породице каранфила је полен врсте Periporopollenites polyoratus из горње креде (кат Кампан). Од креде до данас еволуцију породице је карактерисала велика диверзификација родова и процеси коеволуције са опрашивачима (нпр. род Silene са ноћним лептирима) и гљивама (микориза).
Породица каранфила се традиционално дели на три подпородице: Alsinoideae, Paronychioideae и Silenoideae (Caryophylloideae). Представници подпородице Paronychioideae се сматрају примитивним, карактерише их присуство залистака и одсуство круничниих листића. Код представника подпородице Alsinoideae чашични листићи су слободни, а крунични поседују отворену нерватуру. У потфамилији Silenoideae чашични листићи су срасли, а крунични листићи имају нокатац.
Молекуларна истраживања филогенетских односа у оквиру породице показла су да је потпородица Paronychioideae парафилетска, обухвата неколико примитивних грана породице. Парафилија је присутна и у потпородици Alsinoideae те се нови системи класификације очекују.

## Списак родова[6]
|  |  |  |